# 金惠琳 (击剑运动员)
金惠琳（韓語：김혜림，1985年12月6日—），韩国女子击剑运动员。她曾获得2010年亚洲运动会女子佩剑个人金牌和女子佩剑团体银牌。她也参加过2006年亚洲运动会。